# Empis scoparia
Empis scoparia är en tvåvingeart som beskrevs av Daniel William Coquillett 1903. Empis scoparia ingår i släktet Empis och familjen dansflugor.
Artens utbredningsområde är New Hampshire. Inga underarter finns listade i Catalogue of Life.